# Lycodon stormi
Lycodon stormi es una especie de serpientes de la familia Colubridae.

## Distribución geográfica
Es endémica de la isla de Célebes (Indonesia).